# Biserica de lemn din Șerbănești
Biserica de lemn „Sfinții Voievozi” din Șerbănești, cunoscută și ca Biserica de lemn „Sfinții Arhangheli Mihail și Gavriil”, este un lăcaș de cult ortodox construit în anul 1778 în satul Șerbănești din comuna Zvoriștea aflată în județul Suceava. Edificiul religios se află localizat în cimitirul satului și are hramul Sfinții Arhangheli Mihail și Gavriil, sărbătorit la data de 8 noiembrie.
Biserica de lemn din Șerbănești a fost inclusă pe Lista monumentelor istorice din județul Suceava din anul 2015 la numărul 438, având codul de clasificare  SV-II-m-B-05652.

## Istoricul bisericii
Satul Șerbănești se află situat în comuna Zvoriștea, la o distanță de circa 30 km de minicipiul Suceava, pe drumul spre Dorohoi.
Biserica din Șerbănești a fost construită în anul 1778 de către boierul Ioniță Stârcea, în cimitirul din localitate. După alte surse, ar fi fost construită în anul 1785..
Lăcașul de cult a suferit lucrări de reparații în anii 1855 și 1890. El a fost acoperit cu tablă în anul 1890.
În anul 1993 preotul-paroh din Șerbănești a încercat să construiască o biserică de zid aproape lipită de bisericuța de lemn. Ca urmare a demersurilor inițiate de specialiștii de la Oficiul de Patrimoniu și de cei de la Muzeul Național al Bucovinei, lucrările au fost întrerupte în 1994, dar fundația era deja săpată. Noua biserică din Șerbănești a fost sfințită la 11 octombrie 2009, de către un sobor de 25 de preoți, în frunte cu ÎPS Pimen Zainea, arhiepiscopul Sucevei și Rădăuților.
În aprilie 2010, Daniel Hrenciuc, șeful Direcției pentru Cultură și Patrimoniu Național din județul Suceava, a atras atenția asupra faptului că cele 36 de biserici de lemn - monument istoric din Bucovina sunt pe cale de dispariție. El a dat ca exemplu al bisericilor care riscă să se degradeze bisericile de la Putna, de la Vicovu de Jos, Moara, Lămășeni sau Șerbănești.

## Arhitectura bisericii
Biserica de lemn din Șerbănești este construită din bârne de stejar orizontale, rostuite. Pereții din bârne ai bisericii sunt placați cu scânduri vopsite cu verde. Acoperișul este din tablă.  
Biserica este de tip navă, cu absida altarului poligonală. Pe latura de sud-vest, în dreptul intrării, a fost adăugat un pridvor cu etaj care este folosit și ca turn-clopotniță.

## Imagini

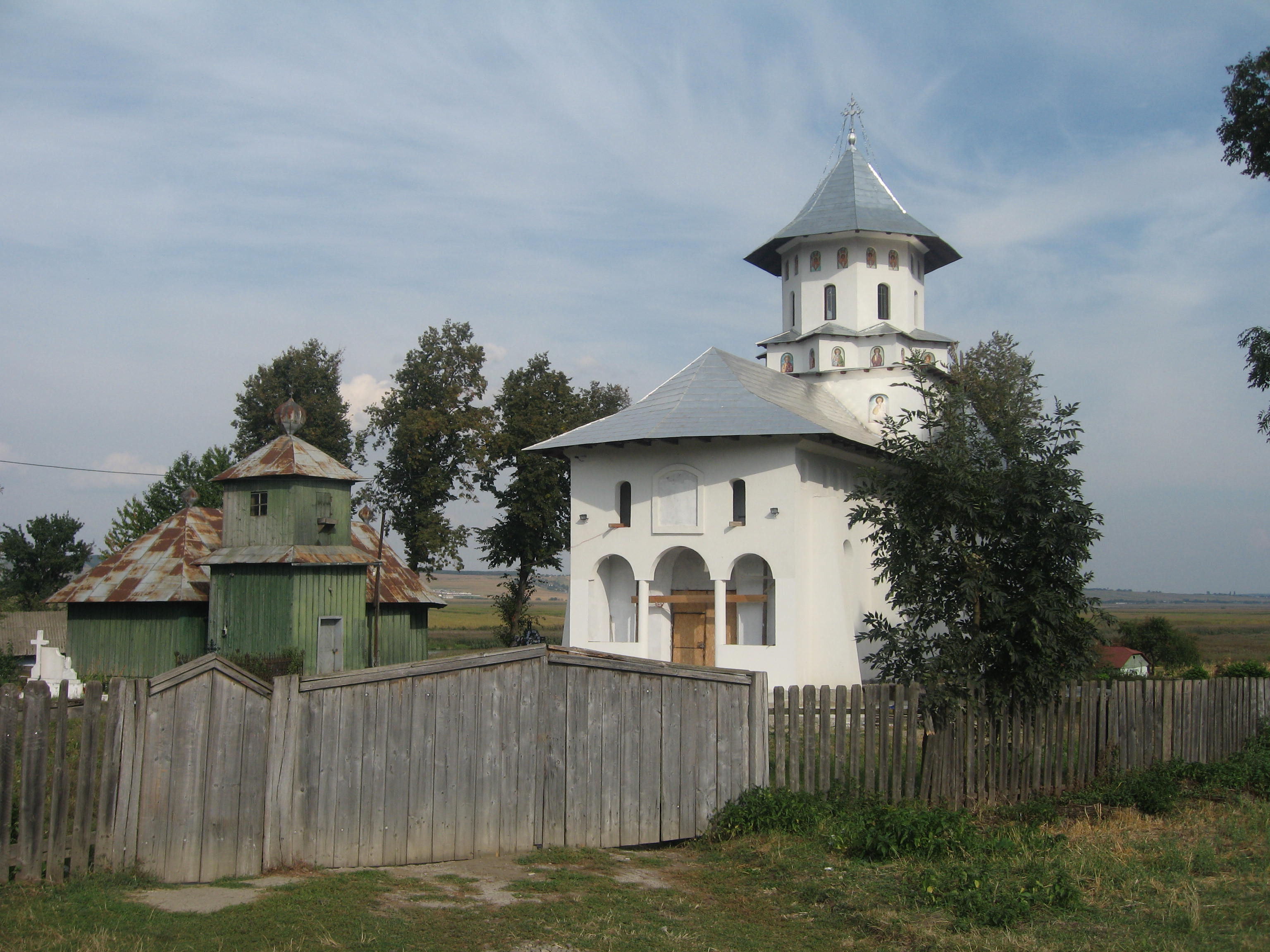
Biserica veche de lemn și biserica nouă
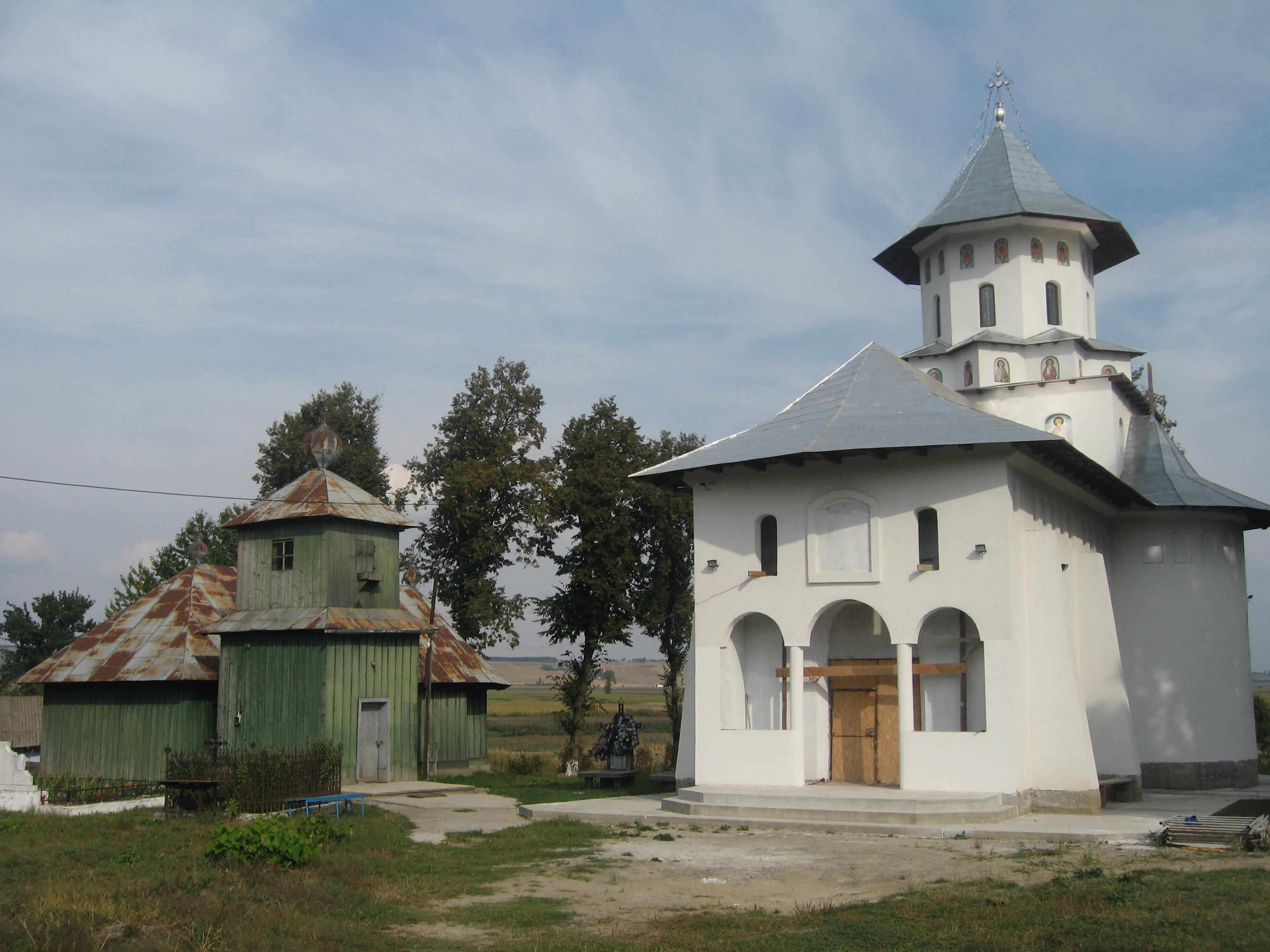
Biserica veche de lemn și biserica nouă
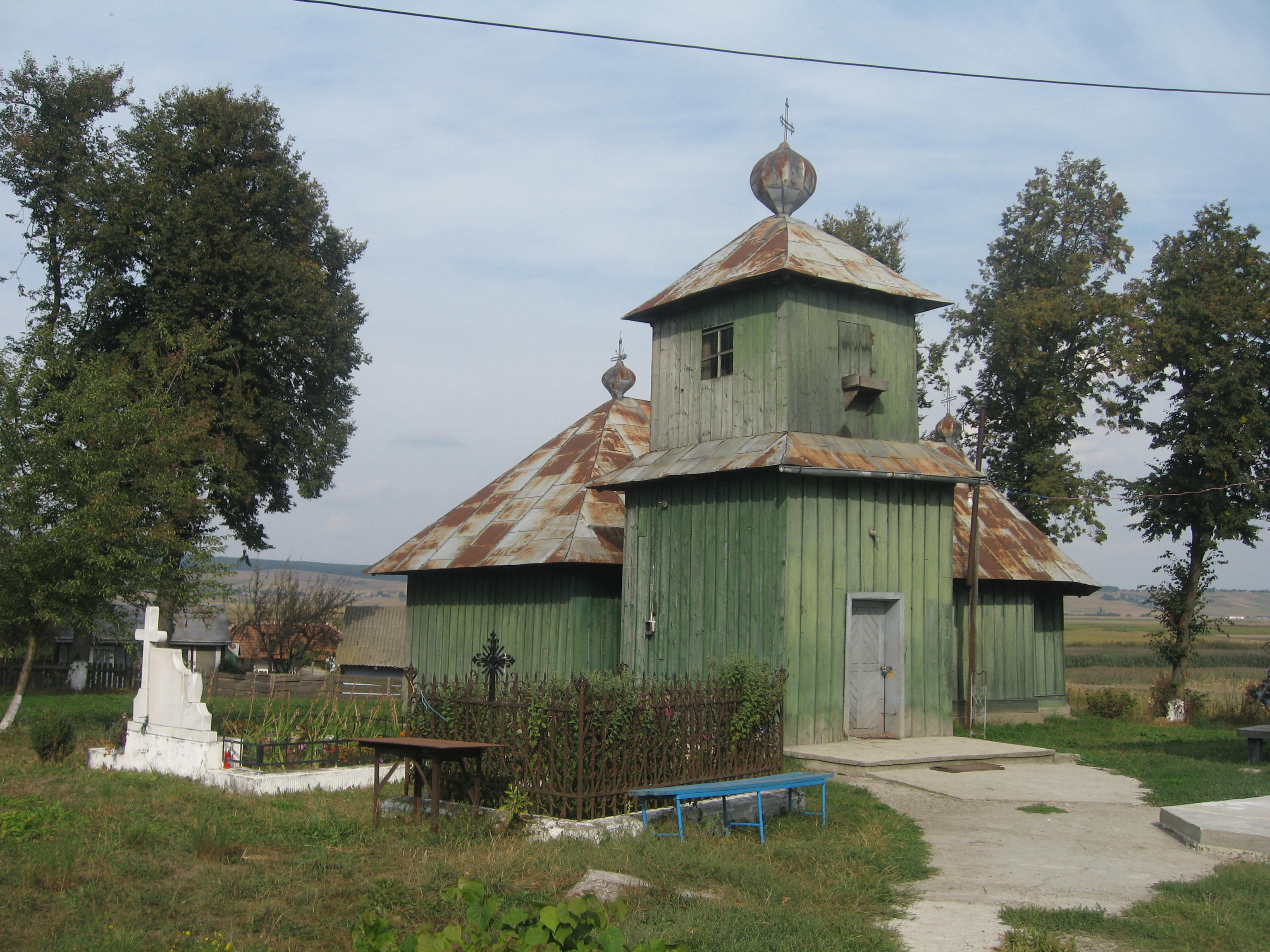
Biserica veche de lemn
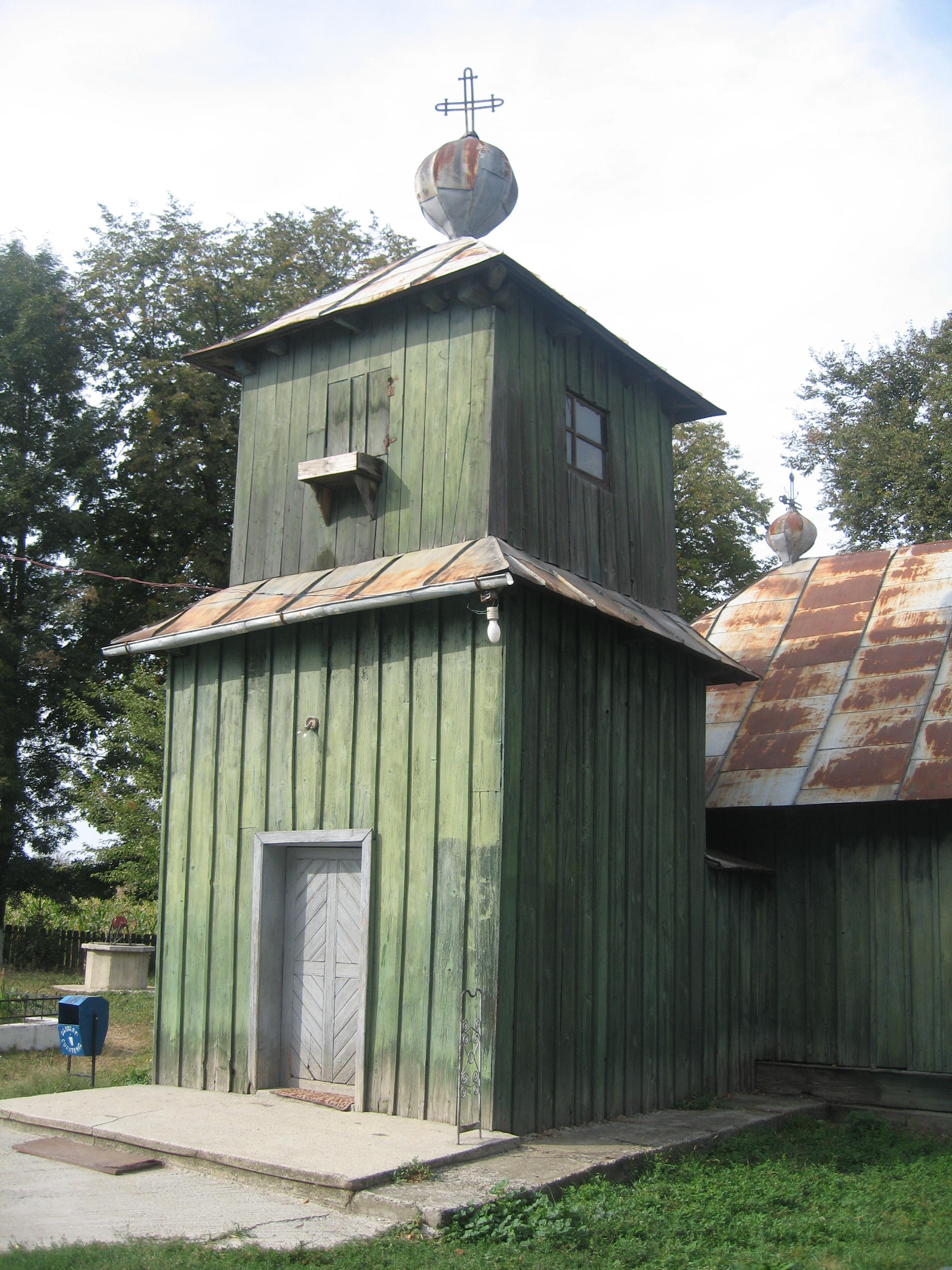
Turnul clopotniță este legat de biserică printr-un culoar acoperit din lemn
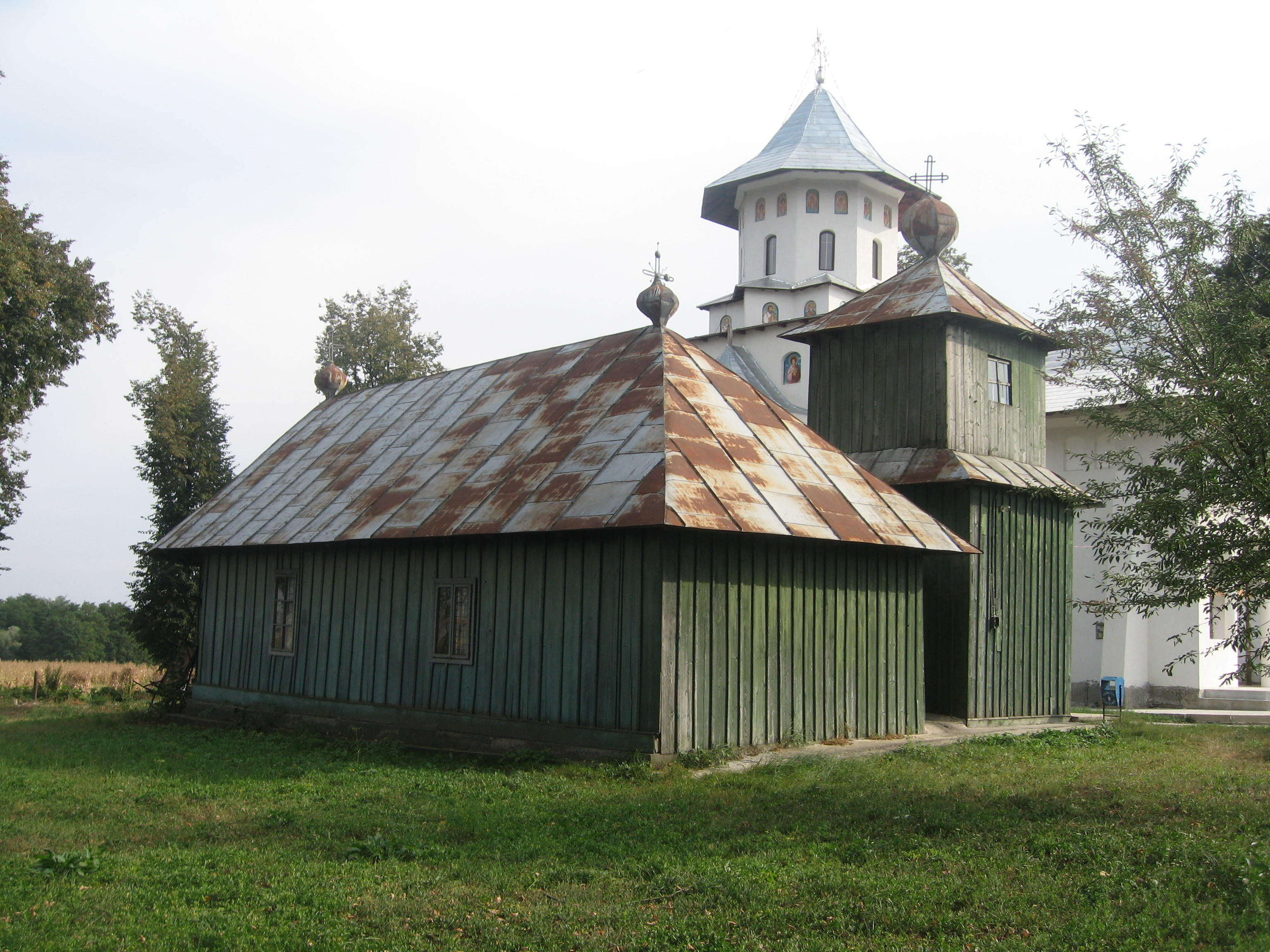
Biserica de lemn privită dinspre nord
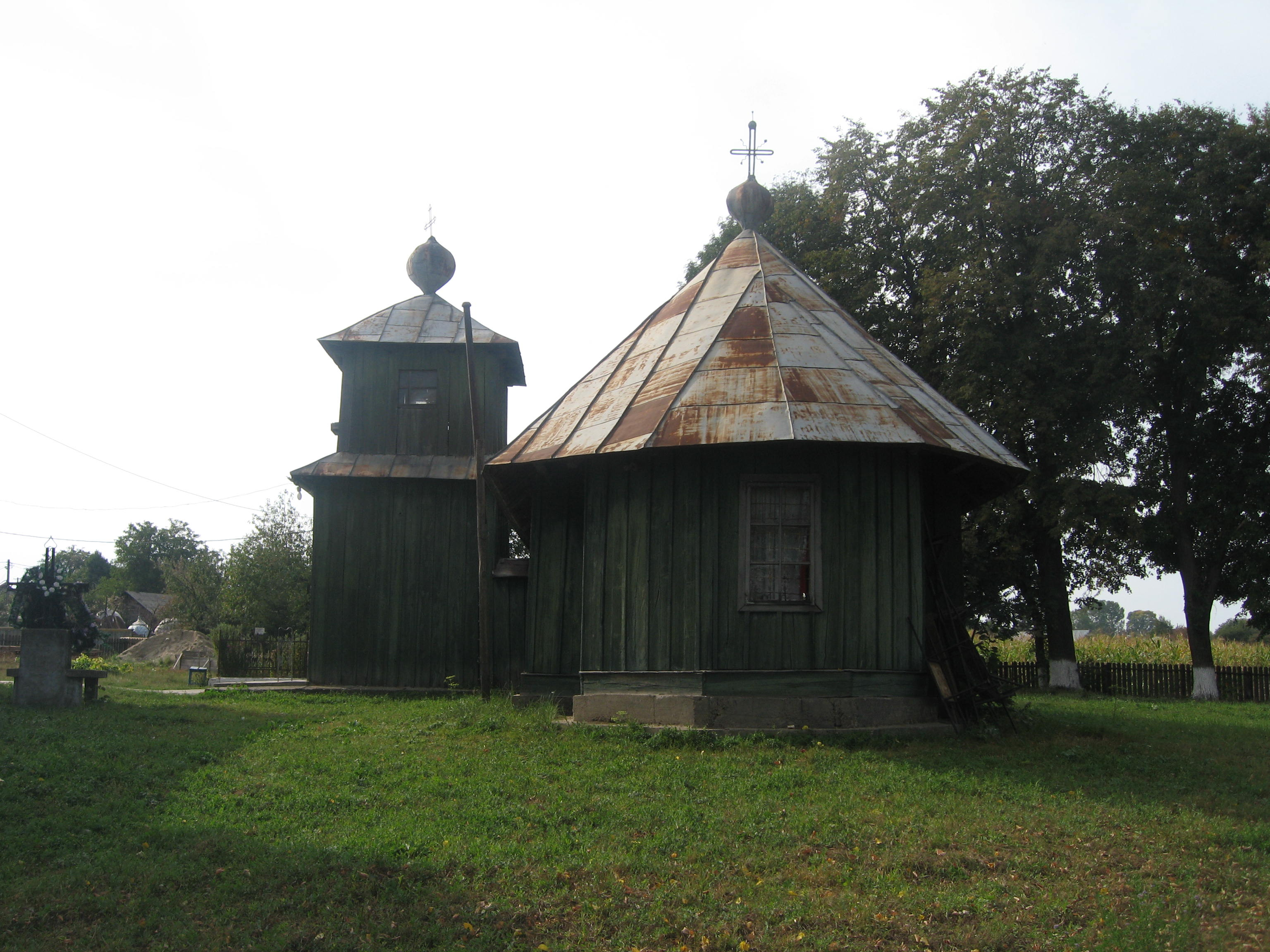
Biserica de lemn privită dinspre est (altarul este în prim-plan)
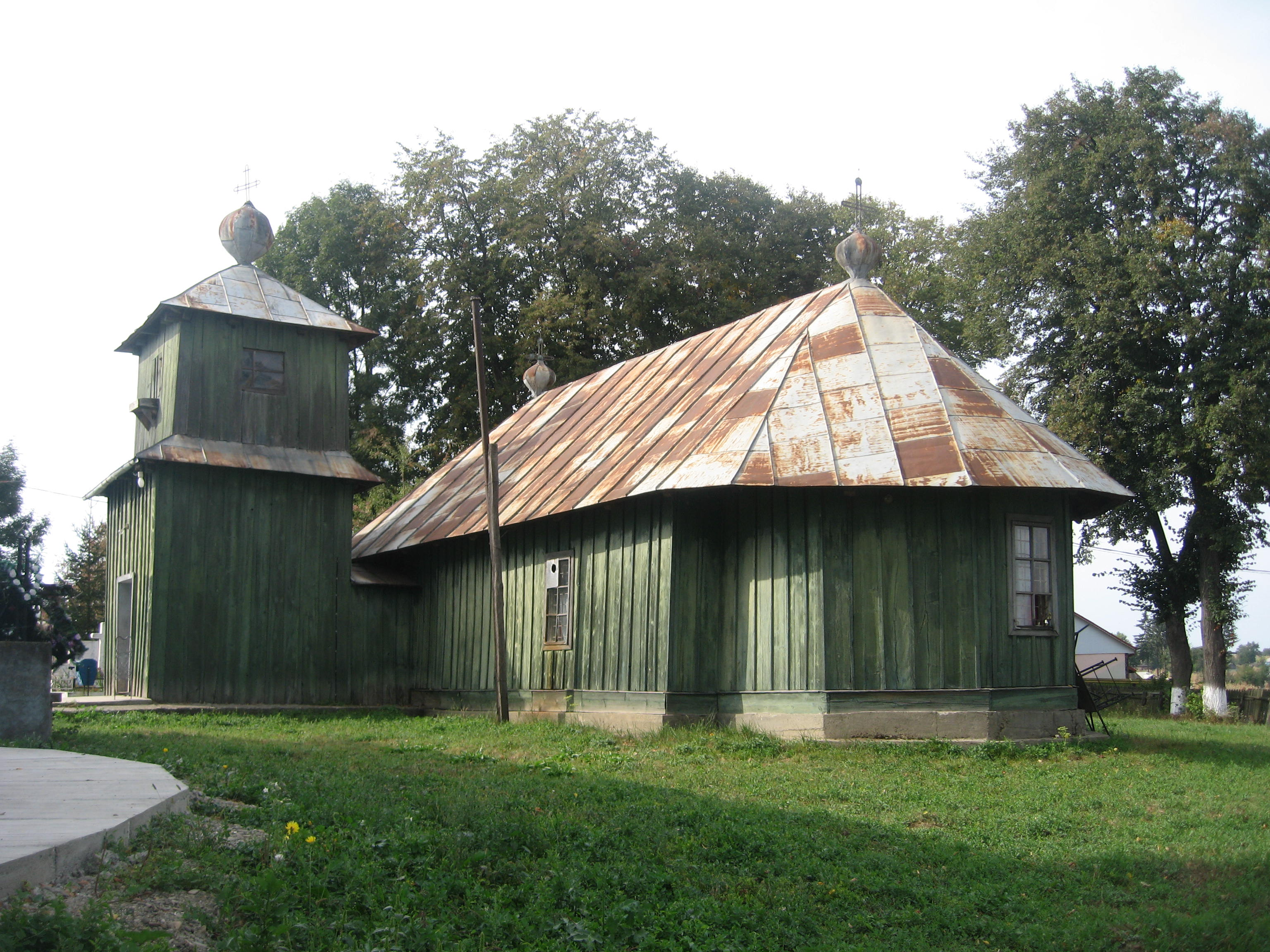
Biserica de lemn privită dinspre sud-est
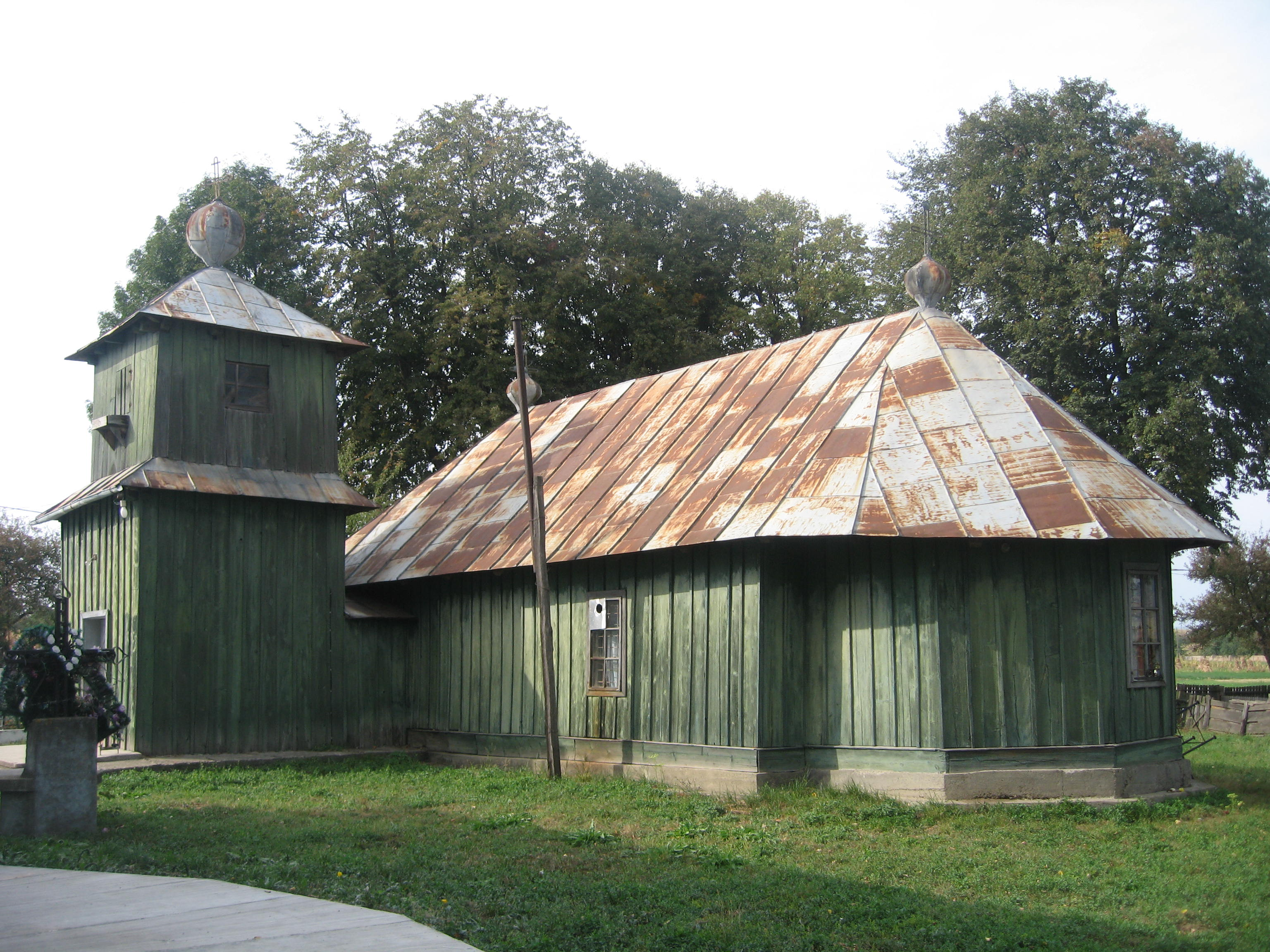
Biserica de lemn privită dinspre sud-est
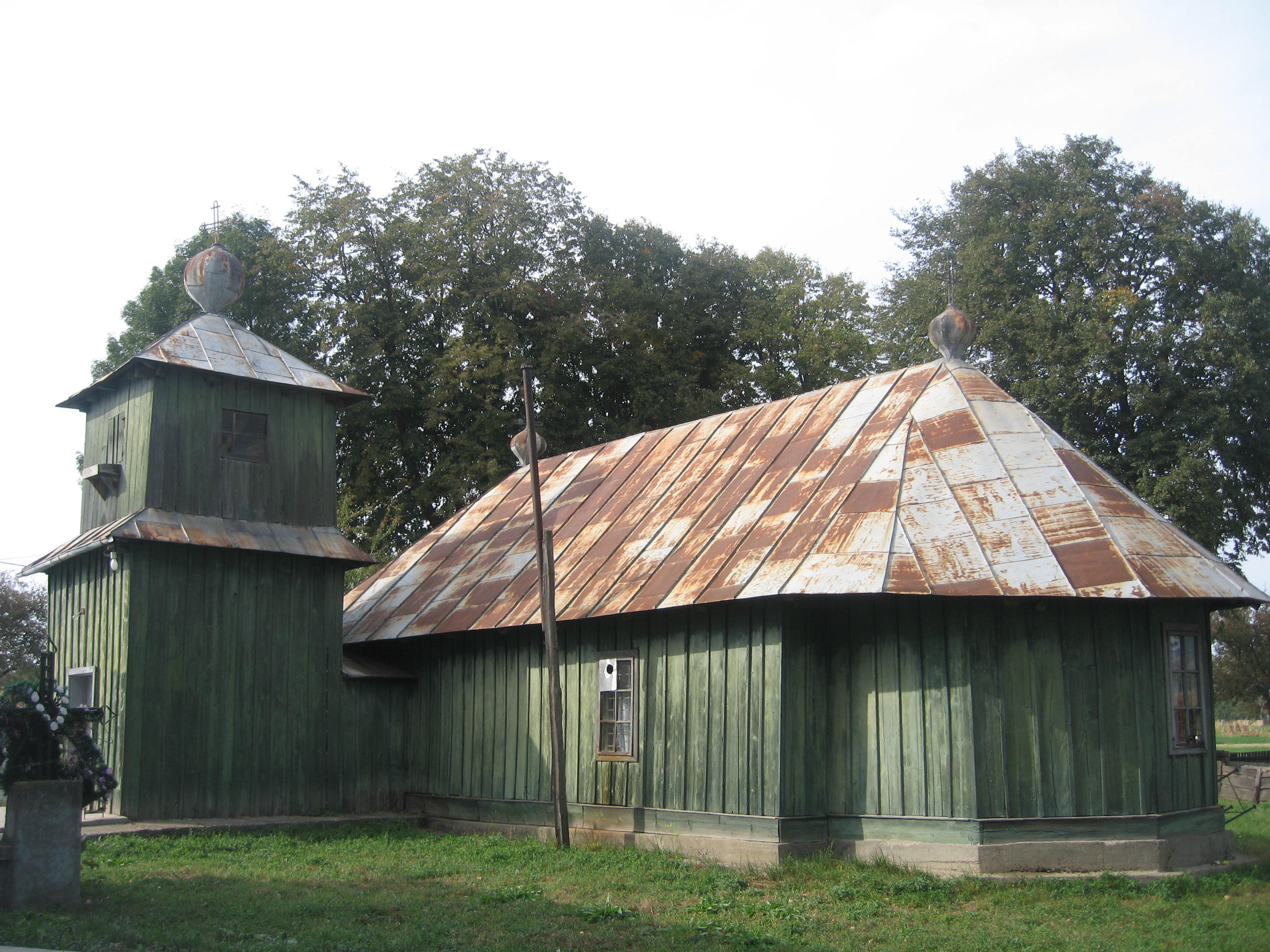
Biserica de lemn privită dinspre sud-est
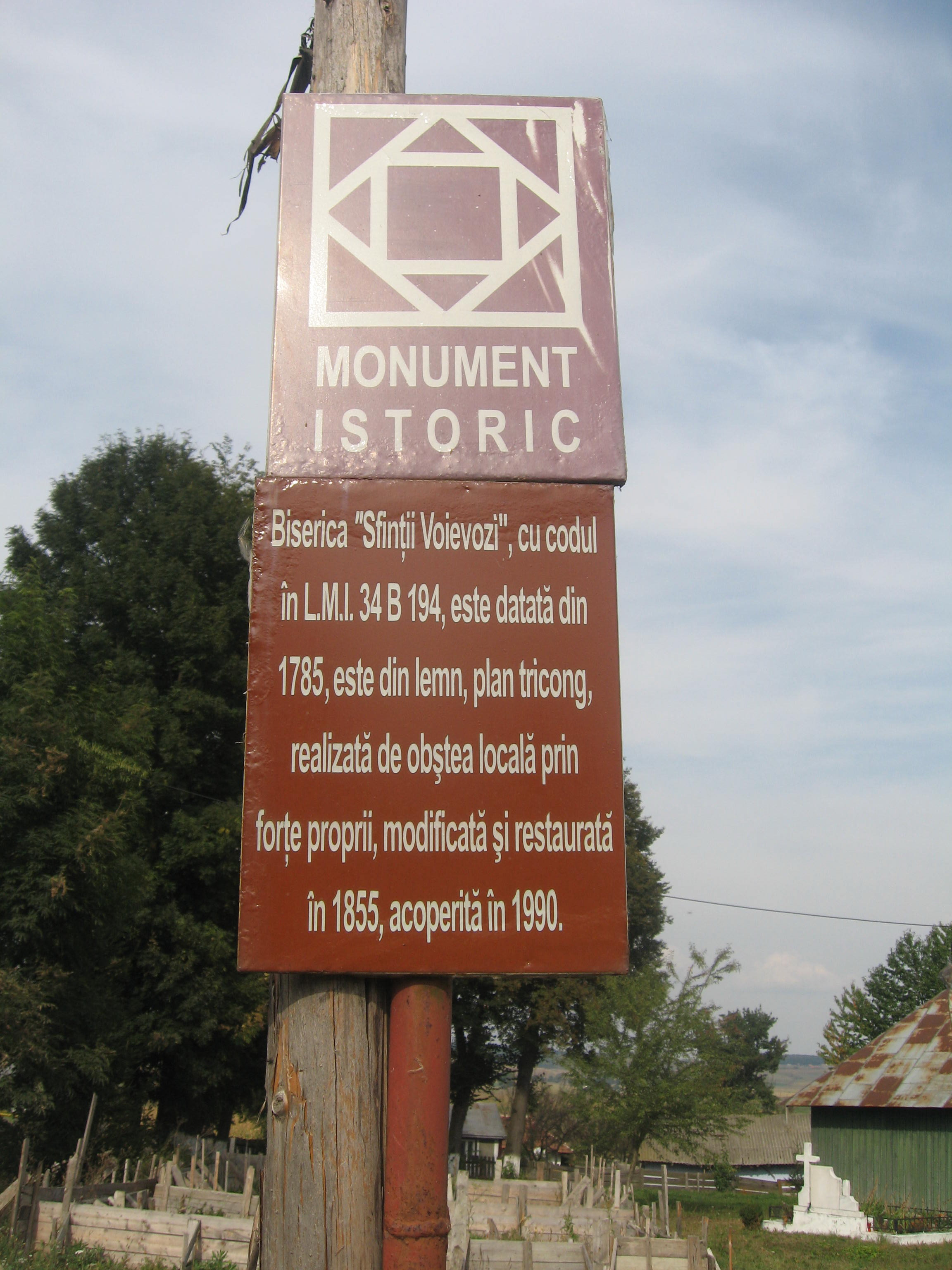
Placă care atestă faptul că biserica este monument istoric. Inscripția de pe placă conține mai multe greșeli.